# Brocadia anammoxidans
"Candidatus Brocadia anammoxidans" é uma bactéria do filo Planctomycetes e, como tal, não possui peptidoglicanos em sua parede celular, multiplica-se por brotamento e possui uma compartimentalização em seu citoplasma. Esta espécie é capaz de anaerobicamente oxidar amônia e nitrito à nitrogênio em forma gasosa. A enzima chave, hidroxilamina oxidorredutase, envolvida nesta reação - chamada anammox - está localizada em uma estrutura parecida com uma organela celular nomeada anamoxosoma. A habilidade de oxidar amônia anaerobicamente torna a "Candidatus Brocadia anammoxidans" potencialmente útil para a redução, ou eliminação, da amônia de águas poluídas. Este organismo foi recentemente descoberto e será usado em estudos de genômica comparativa com outros organismos anaeróbicos capazes de oxidar amônia.